# Michael Bach
Michael Bach (marzo de 1808, Boppard –17 de abril de 1878) fue un naturalista, y entomólogo alemán especializado en Coleoptera. Era maestro en Boppard, y miembro de la Sociedad Entomológica de Stettin.

## Obra
- Käferfauna für Nord- und Mitteldeutschland mit besonderer Rücksicht auf die Preussischen Rheinlande. III. Vol. 5. Lieferung. Coblenz, 142 pp.

- Nachtrage und Verbesserungen zur Käferfauna von Nord- und Mitteldeutschland. Stettin. Ent. Ztg., 17, 7/8: 241-247 (1856)

- Bach M. 1859

- Kaferfauna für Nord- und Mitteldeutschland Init besonderer Rucksicht auf die Preussischen Rheinlande. III. Vol. 6. Lieferung. Coblenz, 143-317 pp. (1859).[1]

- Nachträge, Zusätze und Verbesserungen zum 3. Bande der Käferfauna. Coblenz, pp. 319-364 (1867)
- La abreviatura «Bach» se emplea para indicar a Michael Bach como autoridad en la descripción y clasificación científica de los vegetales.[2]